# Strzeszyn (Bolesławowo)
Strzeszyn – część kolonii Bolesławowo w Polsce, położona w województwie pomorskim, w powiecie człuchowskim, w gminie Debrzno.
W latach 1975–1998 Strzeszyn administracyjnie należał do województwa słupskiego.